# Вогні совісті (фільм, 1912)
«Вогні совісті» (англ. The Fires of Conscience) — американська короткометражна драма режисера Оскара Апфеля 1912 року.

## У ролях
- Ірвінг Каммінгс — Говард Волліс
- Гертруда Робінсон — Мейбл Вінтер
- Еджен Де Леспін — Елізабет Дікон
- Джеймс Ешлі — граф